# 칼리파 알다우사리
할리파 아델 알다우사리(아랍어: خليفة عادل الدوسري, Khalifah Adel Al-Dawsari, 1990년 10월 24일 ~ )는 사우디아라비아의 축구 선수로 포지션은 센터백이다.